# Rio Atrato
O rio Atrato é um curso de água sul-americano que banha a Colômbia. É o rio mais caudaloso da Colômbia e o mais caudaloso do mundo, proporcionalmente ao seu tamanho.
Nasce na Cordilheira Ocidental dos Andes e desemboca no golfo de Urabá no mar do Caribe. Corta grante parte do departamento de Chocó e, em duas partes do seu curso, serve como divisa entre Chocó e Antioquia. O rio é navegável por 508 km e constitui um dos meios de transportes da região. O rio banha a cidade de Quibdó, capital do departamento de Chocó.
Seus principais afluentes são: na mergem direita os rios Mauri e Sucio e na margem esquerda os rios Ipurdú, Truandó e Salaquí. 